# Mariama Mamane
 (avril 2023).
Mariama Mamane est une environnementaliste et ingénieure nigérienne,,.
Mamane est la fondatrice de la société Jacigreen. Elle a remporté plusieurs prix de l'innovation pour son travail d'amélioration de l'écologie des rivières.

## Biographie

### Première vie et éducation
La mère de Mariama Mamane est titulaire d'un master en sciences de la vie et de la terre.
Mamane a grandi sur les rives du fleuve Niger dans sa ville natale de Niamey. Depuis 2020, elle vit au Burkina Faso,. Elle est titulaire d'un diplôme en Biodiversité et Gestion de l'Environnement de l'Université de Niamey.

### Carrière
En 2016, Mamane a remporté le prix du parcours entrepreneurial de l'Institut International d'Ingénierie de l'Eau et de l'Environnement (connu sous le nom de 2iE) et a fondé la société Jacigreen,. Elle a enregistré cette entreprise à Ouagadougou,. La société Jacigreen travaille à transformer la jacinthe envahissante en engrais agricole, en compost et en biogaz, Le biogaz est utilisé dans des générateurs pour créer de l'électricité.
En 2016, Mamane a remporté le prix préféré du jury aux African Rethink Awards.
En 2017, Mamane a reçu le Prix Jeunes Champions de la Terre du Programme des Nations unies pour l'Environnement,. Le prix valait 15 000 $,.